# Grobnik (Pićan)
Grobnik is een plaats in de gemeente Pićan in de Kroatische provincie Istrië. De plaats telt 17 inwoners (2001).